# Englische Cricket-Nationalmannschaft in Indien in der Saison 1963/64
Die Tour der englischen Cricket-Nationalmannschaft nach Indien in der Saison 1963/64 fand vom 10. Januar bis zum 20. Februar 1964 statt. Die internationale Cricket-Tour war Bestandteil der Internationalen Cricket-Saison 1963/64 und umfasste fünf Tests. Die Serie endete 0–0 unentschieden.

## Vorgeschichte
Für beide Mannschaften war es die erste Tour der Saison.
Das letzte Aufeinandertreffen der beiden Mannschaften bei einer Tour fand in der Saison 1961/62 in Indien statt.

## Stadien
Die folgenden Stadien wurden für die Tour als Austragungsort vorgesehen.
| Stadion                   | Stadt    | Kapazität | Spiele  |
| ------------------------- | -------- | --------- | ------- |
| Brabourne Stadium         | Bombay   | 25.000    | 2. Test |
| Feroz Shah Kotla          | Delhi    | 48.000    | 4. Test |
| Eden Gardens              | Kalkutta | 82.000    | 3. Test |
| Green Park Stadium        | Kanpur   | 33.000    | 5. Test |
| M. A. Chidambaram Stadium | Madras   | 46.000    | 1. Test |

## Kaderlisten
Die Mannschaften benannten die folgenden Kader.
| Test | Test |
| Indien | England |
| --- | --- |
| - Nawab of Pataudi (K) - Chandu Borde - Bhagwath Chandrasekhar - Ramakant Desai - Salim Durani - Baloo Gupte - Motganhalli Jaisimha - Budhi Kunderan (wk) - Vijay Manjrekar - Vijay Mehra - Bapu Nadkarni - Rajinder Pal - Vasant Ranjane - Dilip Sardesai - Hanumant Singh - AG Kripal Singh - Rusi Surti | - Mike Smith (K) - Ken Barrington - Jimmy Binks (wk) - Brian Bolus - Colin Cowdrey - John Edrich - Jeff Jones - Barry Knight - David Larter - John Mortimore - Peter Parfitt - Jim Parks (wk) - John Price - Phil Sharpe - Micky Stewart - Fred Titmus - Don Wilson |

## Tests

### Erster Test in Madras
| 10. – 15. Januar Scorecard | Madras | Indien 457-7d (162) & 317 (58.5) | – | England 152-9d (190.4) & 241-5 (87) |
|                            |        | Remis                            |   |                                     |

Indien gewann den Münzwurf und entschied sich als Schlagmannschaft zu beginnen.

### Zweiter Test in Bombay
| 21. – 26. Januar Scorecard | Bombay (BS) | Indien 300 (113.3) & 249-8d (115) | – | England 233 (130) & 206-3 (134) |
|                            |             | Remis                             |   |                                 |

Indien gewann den Münzwurf und entschied sich als Schlagmannschaft zu beginnen.

### Dritter Test in Kalkutta
| 29. Januar – 3. Februar Scorecard | Kalkutta | Indien 241 (85.2) & 300-7 (120) | – | England 267 (148.5) & 145-2 (55) |
|                                   |          | Remis                           |   |                                  |

Indien gewann den Münzwurf und entschied sich als Schlagmannschaft zu beginnen.

### Vierter Test in Delhi
| 8. – 13. Februar Scorecard | Delhi | Indien 344 (148) & 463-4 (165) | – | England 451 (185.3) |
|                            |       | Remis                          |   |                     |

Indien gewann den Münzwurf und entschied sich als Schlagmannschaft zu beginnen.

### Fünfter Test in Kanpur
| 15. – 20. Februar Scorecard | Kanpur | England 559-8d (203) | – | Indien 266 (182.1) & 347-3 (133) (f/o) |
|                             |        | Remis                |   |                                        |

Indien gewann den Münzwurf und entschied sich als Schlagmannschaft zu beginnen.

## Statistiken
Die folgenden Cricketstatistiken wurden bei dieser Tour erzielt.
| Tests                   | Tests      | Tests   | Tests   | Tests   | Tests   | Tests   | Tests   | Tests   |
| Batting                 | Batting    | Batting | Batting | Batting | Batting | Batting | Batting | Batting |
| Spieler                 | Mannschaft | Spiele  | Innings | Runs    | Average | HS      | 100s    | 50s     |
| ----------------------- | ---------- | ------- | ------- | ------- | ------- | ------- | ------- | ------- |
| Budhi Kunderan          | Indien     | 5       | 10      | 525     | 52,50   | 192     | 2       | 1       |
| Dilip Sardesai          | Indien     | 5       | 10      | 449     | 44,90   | 87      | 0       | 5       |
| Motganhalli Jalsimha    | Indien     | 5       | 10      | 444     | 44,40   | 129     | 1       | 3       |
| Brian Bolus             | England    | 5       | 8       | 391     | 48,87   | 88      | 0       | 4       |
| Colin Cowdrey           | England    | 3       | 4       | 309     | 103,00  | 151     | 2       | 0       |
| Bowling                 |            |         |         |         |         |         |         |         |
| Spieler                 | Mannschaft | Spiele  | Overs   | Wickets | Average | BBI     | 5W      | 10W     |
| Fred Titmus             | England    | 5       | 398.5   | 27      | 27,66   | 6/73    | 2       | 0       |
| John Price              | England    | 4       | 124.1   | 14      | 27,35   | 5/73    | 1       | 0       |
| Salim Durani            | Indien     | 5       | 219.0   | 11      | 42,81   | 3/59    | 0       | 0       |
| Bhagwath Chandreasekhar | Indien     | 4       | 161.3   | 10      | 33,90   | 4/67    | 0       | 0       |
| Bapu Nadkarni           | Indien     | 5       | 212.0   | 9       | 30,88   | 3/97    | 0       | 0       |
| Don Wilson              | England    | 5       | 212.0   | 9       | 44,22   | 2/17    | 0       | 0       |
| Chandu Borde            | Indien     | 5       | 241.4   | 9       | 34,66   | 5/88    | 1       | 0       |